# Lycoming O-1230
Le Lycoming O-1230 est un moteur d'avion à pistons, développé dans la deuxième moitié des années 1930 par l'entreprise américaine Lycoming Engines, en vue d'équiper des avions militaires. Le moteur a été testé, mais il n'a été retenu pour aucun avion produit en série, aucune production en masse n'a donc eu lieu. 
Conformément à la nomenclature des moteurs dans les forces armées américaines, la lettre O désigne la disposition du moteur (Opposed, pour moteur à plat) et 1230 est sa cylindrée exprimée en pouces cubiques (soit 20,15 litres)

## Origine
En 1932, Continental obtient un contrat pour le développement du Continental XI-1430 pour le compte de l'US Army Air Corps. Ce contrat s'inscrit dans la programme des « HYPER Engines », visant à produire une génération de moteurs offrant une puissance spécifique d'un cheval-vapeur par pouce cubique. Une telle puissance spécifique avait déjà été obtenue et même dépassée pour des avions de courses (notamment pour la Coupe Schneider, mais les militaires veulent un tel niveau de performance sur un moteur pouvant être produit en grand nombre, ayant une durée de vie et un intervalle de maintenance compatibles avec les opérations militaires, et utilisant de l'essence disponible en masse. Lycoming, concurrent de Continental laissé de côté par le programme, décide de développer sur fonds propres un moteur similaire. Lycoming développe d'abord un prototype monocylindre, testé à partir de 1934, avant de commencer à développer le O-1230.

## Caractéristiques
Le O-1230 est un moteur 12 cylindres à plat, à refroidissement liquide, développant environ 1 200 chevaux. Contrairement aux moteurs à plat automobiles, comme ceux de Subaru ou de Ferrari, ce n'est pas un moteur boxer mais un moteur en V à 180° : c'est-à-dire que les deux cylindres placés face à face sont connectés au même maneton (en l'espèce, avec des bielles à fourche), et non à des manetons opposés. Les cylindres sont fabriqués individuellement et assemblés sur le carter (et non usinés dans un bloc moteur commun, comme sur les V-12 de la même époque). Les soupapes d'échappement bénéficient d'un refroidissement au sodium. 
Le Lycoming XH-2470 est développé sur la base du O-1230. Il s'agit, dans les grandes lignes, de deux O-1230 montés l'un au dessus de l'autre, les deux vilebrequins étant reliés à un réducteur commun, produisant un moteur en H avec une disposition similaire à celle du Napier Sabre britannique. Ce moteur a volé sur le prototype Curtiss XF14C. 

## Utilisation prévue
Le Vultee XA-19A, un des prototypes à l'origine du Vultee V-11, avion d'attaque au sol, vole avec un O-1230. Cependant, la version retenue pour la production en série est la XA-19B, utilisant un moteur Pratt & Whitney R-1830 Twin Wasp